# Arthur et les Minimoys (série télévisée d'animation)
Pour les articles homonymes, voir Arthur et les Minimoys.
Arthur et les Minimoys est une série d'animation télévisée française réalisée par Pierre-Alain Chartier et développée par EuropaCorp et Studio 100 Animation. Elle s'inspire de l'univers Arthur et les Minimoys créé par Luc Besson et Céline Garcia.
En France, la série est diffusée sur Gulli, TiJi et Canal J

## Synopsis
Arthur est un jeune garçon de 10 ans, vif et ingénieux. Il passe toutes ses vacances dans la maison de sa grand-mère adorée. Ce jardin abrite un monde invisible pour la plupart. Arthur, lui, a découvert un passage qui lui permet d’explorer le monde des Minimoys, un peuple minuscule. Il en devient lui-même un en entrant dans ce monde. Les Minimoys sont confrontés à de multiples menaces, dont l’invasion des armées de Maltazard, l’ennemi juré des Minimoys, qui règne sur les Seides.
Petit garçon solitaire et rêveur, Arthur devient un héros téméraire, qui mènera tout un peuple vers la reconquête de sa liberté. Accompagné de ses camarades Sélénia et Bétamèche, il vit d'intenses aventures.

## Épisodes
1. Le fanfaron, l'orgueilleuse et l'apprenti
2. La bave de Gamoul
3. À tes souhaits Darkos
4. Fine équipe
5. Celui au cœur pur
6. L'offre de Maltazard
7. Il faut sauver Bétamèche
8. L'épée magique a disparu
9. Le code des Minimoys
10. Araknophobie
11. Le grand Roupillon
12. Le jour du Roi
13. Bétamèche perd la boule
14. Mystère et double jeu
15. Reine d'un jour
16. La princesse de Nécropolis
17. La fête de la croquignolette
18. Mauvaise graine
19. L'attaque du Chilop
20. Juste un peu de magie
21. Bétamèche le barbare
22. La bague
23. Rien que pour vos œufs
24. Fleur bleue
25. L'escorte
26. Fleur de l'oubli

## Distribution

### Voix françaises
- Antoine Fonck : Arthur Suchot
- Émilie Rault : Princesse Sélénia
- Dorothée Pousséo : Bétamèche
- Philippe Spiteri : Maltazard
- Adrien Antoine
- Barbara Tissier
- Christian de Smet
- Christophe Lemoine
- Philippe Ariotti : Archibald Suchot